# Parafia św. Marcina w Nowej Cerkwi
Parafia św. Marcina w Nowej Cerkwi - parafia rzymskokatolicka w diecezji elbląskiej. Erygowana w XIV wieku.

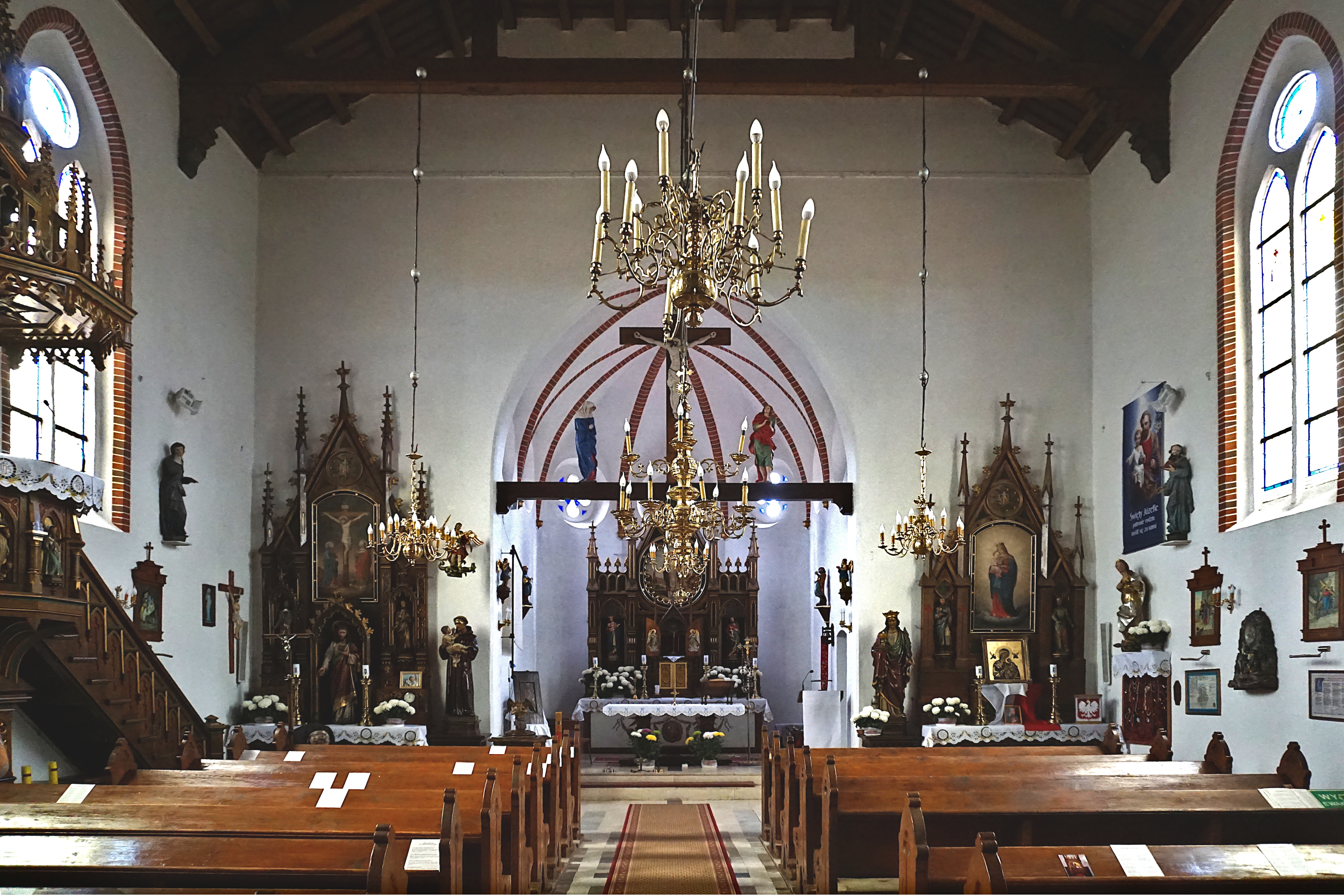
Wnętrze kościoła

Na obszarze parafii leżą miejscowości: Gniazdowo, Nowa Cerkiew, Pręgowo Żuławskie. Tereny te znajdują się w gminie Ostaszewo i gminie Nowy Staw w powiecie malborskim i powiecie nowodworskim, w województwie pomorskim. 
Kościół zbudowany w stylu neogotyckim w latach 1878-1879. 8 maja 1883 roku konsekrował go biskup warmiński Filip Krementz. Posiada 1 wieżę, 1 nawę, drewniany strop oraz 3 ołtarze.

## Proboszczowie w XX wieku
| imię i nazwisko          | daty urzędowania |
| ------------------------ | ---------------- |
| ks. Aleksander Tolki     | 1873–1902        |
| ks. Paweł Stankewitz     | 1903-1938        |
| ks. Władysław Ciechorski | 1939             |
| ks. Fryderyk Lulkowski   | 1939-1943        |
| ks. Edmund Kamiński      | 1943-1945        |
| ks. Fryderyk Lulkowski   | 1945-1961        |
| ks. Wiesław Gawlik       | 1961-1968        |
| ks. Mieczysław Masłyk    | 1968-1985        |
| ks. Leszek Wojtas        | 1985-1991        |
| ks. Mirosław Górski      | 1991-1994        |
| ks. Adam Żaczek          | 1994-1998        |
| ks. Zbigniew Bielecki    | 1998             |
| ks. dr Józef Kożuchowski | 1998-2002        |
| ks. Zygmunt Górski       | 2002-2006        |
| ks. Andrzej Domoń        | 2006-2023        |
| ks. Jacek Zatorski       | od 2023          |